# Germ
Germ es una población y comuna francesa, situada en la región de Mediodía-Pirineos, departamento de Altos Pirineos, en el distrito de Bagnères-de-Bigorre y cantón de Bordères-Louron. En sus proximidades se encuentra la estación de esquí de Peyragudes.

## Demografía
| 41 | 44 | 44 | 42 | 31 | 25 | 36 |
| Para los censos de 1962 a 1999 la población legal corresponde a la población sin duplicidades (Fuente: INSEE [Consultar]) |    |    |    |    |    |    |